# تاريخ إثيوبيا
لم يكن هناك دليل على وجود إنسان قديم إلى أن تم اكتشافه في أثيوبيا عام 1963م، وبعد مرور السنوات بدأت الاكتشافات في الدول المجاورة مثل كينيا وتنزانيا. وكان المكتشف هو جيرارد ديكر (Gerrard Dekker) العالم الهولندي، الذي اكتشف أدوات حجرية أشولينية يعود وجودها إلى ملايين السنيين في كيلا (Kella). ومنذ ذلك الحين دفعت العديد من الاكتشافات المهمة إثيوبيا إلى صدارة الاهتمامات في علم الأحياء القديمة. ويرجع الفضل في اكتشاف أقدم مخلوق إنساني مكتشف في إثيوبيا وهو أرديبيتيكوس راميدوس (أردي) الذي يبلغ عمره 4.2 مليون عامًا إلى تيم دي وايت (Tim D. White) في 1994م. ويُعد المخلوق الإنساني الأكثر شهرة هو لوسي، وتم العثور عليه في وادي عواش في منطقة عفار الإثيوبية في 1974م بواسطة دونالد جوهانسون (Donald Johanson)، وكان أحد نماذج حفريات أوسترالوبيثيكوس (Australopithecus) البالغ الأكثر اكتمالاً والأفضل حفظًا والتي تم كشفها. الاسم التصنيفي للوسي، أوسترالوبيثيكوس أفارينيسيس، «قرد عفار الجنوبي»، ويشير إلى المنطقة الإثيوبية التي تم اكتشافه فيها. ويُقدر أن لوسي قد عاش منذ 3.2 مليون سنة. كان هناك العديد من نتائج الحفريات الأخرى البارزة في إثيوبيا. وتم الكشف عن أدوات حجرية قرب جونا في عام 1992م يرجع تاريخها إلى 2.52 مليون سنة، وتعد هذه أقدم أدوات تم اكتشافها في العالم على الإطلاق. وفي عام 2010م تم العثور على عظام متحجرة لحيوانات يرجع تاريخها إلى 3.4 مليون سنة مع علامات تدل على أدوات حجرية في وادي عواش السفلي وذلك الاكتشاف بواسطة فريق دولي بقيادة شانون ماكفيرون (Shannon McPherron)، وهو أقدم دليل على استخدام الأدوات الحجرية ولم يُعثر عليه أبدًا في أي مكان في العالم.
تُعد شرق إفريقيا، وأكثر تحديدًا المنطقة العامة لأثيوبيا، بدرجة كبيرة موقع ظهور أول إنسان بدائي في العصر الحجري القديم الوسيط. وفي عام 2004م، تم العثور على حفريات بجوار نهر أومو في كيبيش بواسطة ريتشارد ليكي (Richard Leakey) في عام 1967م ويرجع تاريخها إلى 195 ألف سنة، أقدم تاريخ للإنسان الحديث في أي مكان في العالم.
عاش الإنسان العاقل الذي تم العثور عليه في وسط وادي عواش في إثيوبيا في 1997م منذ 160 ألف سنة تقريبًا.

## التسمية
إن أصل تسميتها في اللغة العربية إذ جاء في معنى حبش في مختار الصحاح (ح ب ش): الحَبش والحَبَشةُ بفتحتين فيهما جنس من السودان والجمع حُبشانٌ كحمل وحُملان وحُبَيشٌ طائر معروف جاء مصغرا كالكُميت والكُعيت. ومعنى حَبَشَ في المعجم الوسيط له ـُ حَبْشاً: جمَعَ له. يقال: حبَش لأهله: كسَب لهم ما يحتاجون إليه.(أحْبَشَت) المرأة بولدها: جاءت به حَبَشِيَّ اللون.(حَبَّشَ) له: حَبَشَ. وـ الأشياءَ ونحوَها: جمعها.(احْتَبَشَ) الشيءَ: جَمَعَه.(تَحَبَّشَ) القومُ: تجمَّعوا.
ولقد وردت كلمة الوجوه المحروقة أو الوجوه السوداء أو الزيتونية اللون، وهذا ما يعنيه اللفظ الإغريقي (Aethiops) ويتكون من مقطعين: (Aitheim) بمعنى محترق، (ops) بمعنى وجه.
ومن هؤلاء الكتاب هوميروس الشاعر وهيرودوت المؤرخ اليونانيان، وديوردور وسترايو من مؤرخي الرومان أوائل ظهور المسيحية. قسم هؤلاء المؤرخون سكان تلك المنطقة تقسيماً اعتباطياً إلى مجموعتين كبيرتين هما: الإثيوبيون الشرقيين، وموطنهم بلاد العرب وسوريا وما بين النهرين ثم امتداد هذا الصقع شرقاً حتى الهند، والإثيوبيون الغربيين، ويقطنون البلاد الواقعة غربي البحر الأحمر وتضم مصر والسودان.
على أن اللذين تولوا ترجمة الإنجيل إلى اللغة اليونانية، استعملوا كلمة (كوش وهو اسم لمملكة نوبية قديمة) وأرادوا بها إثيوبيا بالرغم ان اسم كوش يعود للممكلة كوش، أي أنهم حددوا إثيوبيا أو شطرها الغربي بالمنطقة المعروفة باسم كوش الممتدة جنوب مصر، وهي التي اشتهرت بصلتها بمصر منذ أقدم العصور، وجاء في سفر انتكوين أن كوش هو ابن حام بن نوح(3) ويقال أن لكوش هذا ولداً يسمى إبتيوبس
(Aethiopis) وهو الذي سميت البلاد باسمه (4). من الضروري التنويه ان الشخصين الذين قاما بالترجمة لم يكونا يفقهون الجغرافيا بالضرورة, نظرا للتقسيمات الاعتباطية او لتسمية ممكلة الحبشة بممكلة كوش النوبية.
وحين أعيدت ترجمة الإنجيل عن الإغريقية إلى اللغة الإثيوبية المعروفة باسم الجمز، أطلق المترجمون كلمة إثيوبيا وعنوا بها الحبشة، وكان هذا الاسم الأخير معروفاً وقتئذٍ، أي في القرن الرابع الميلادي يوم دخلت المسيحية دولة أكسوم الحبشية.
والمعروف أن الأحباش الأكسوميين يفضلون أن تدعى بلادهم أثيوبيا بدلاً من الحبشة، وأن يدعوا هم أنفسهم بالإثيوبيين لا الحبشيين، بل أنهم ليشعرون بالإهانة إذا ما نعتوا بالأحباش، ولعل ذلك يرجع إلى أن إثيوبيا تعنى الكوش، والكوشيون قد أضحوا سادة على أغلب شمال شرقي أفريقيا، باستثناء مصر، وذلك بعد إخضاعهم للقبائل الزنجية، هذا مجد قديم.
كما أن إثيوبيا وردت في التوراة فالحرص على هذه التسمية فيه معنى التيمن، أما الأحباش فتعني الأخلاط، فضلاً عن أن الأحباش عنصر أجنبي.

## الأحباش أو الأثيوبيون
كانت إثيوبيا تعرف باسم الحبشة.
الأحباش هو مصطلح يطلق على المجموعات العرقية السامية الجنوبية التي تقطن منطقة الحبشة (أثيوبيا حالياً) وتشترك مع بعضها بروابط لغوية مثل اللغات التغرينية والتغرية والامهرية وثقافية وأحياناً عرقية، المصطلح يستخدمه العرب وغيرهم للدلالة على هذه المجموعات العرقية, في حين ان المصطلح يستخدمه الاحباش ساكني الهضبة الاثيوبية, خصوصا المسيحيين منهم, كتسمية ذاتية واشارة لهويتهم الاثنية واللغوية. تعتنق هذه المجموعة السكانية الديانتين المسيحية (بطوائف متعددة مثل الأرثوذكسية المشرقية وهم الغالبية والكاثوليكية والبروتستانتية) والإسلام مع تواجد لليهود الأحباش المعروفين بالفلاشا في أثيوبيا. إضافة إلى معتقدات محلية أخرى.

##### اصل كلمة الحبشة
يرجع أصلها إلى قبيلة عربية هي (حبشت) السامية  التي عبرت البحر الأحمر، مهاجرة من جنوب بلاد العرب واستقرت في أفريقيا، ويرجح أن ذلك تم في الفترة بين القرنين العاشر والسابع قبل الميلاد، والغالب أن الموطن الأصلي لهذه القبيلة هو بلاد اليمن، ولما كانت اليمن خلال تلك الفترة على درجة كبيرة من التقدم والعمران في ظل ملوك دولة سبأ، فإن هذه القبيلة لا شك كانت أرفع حضارة ومدنية من الوطنيين المقيمين في أفريقيا وقتها، وهم الذين استقر الأحباش بينهم. ولم تلبث قبيلة حبشت حتى سادت في موطنها الجديد، وهم الذين استقر الأحباش بينهم. ولم تلبث قبيلة حبشت حتى سادت في موطنها الجديد، وصبغت البلاد بالصبغة الحضارية التي تميزت بها، غير أن الوطنيين لم ينظروا بعين الارتياح أو الرضا لسيادة هؤلاء الأجانب. ومع ذلك لم يكد القرن الرابع الميلادي يطلع حتى غلب اسم هذه القبيلة السامية على المنطقة التي استوطنتها، بل وعلى الوطنيين أنفسهم، فغدا الجميع أحباشاً، وأصبحت كلمة الحبشة ترادف إثيوبيا.
وهنا تحسن الإشارة إلى وجوب التفرقة بين ما نعرفه اليوم بمدلول هذا اللفظ (الأحباش)، وبين ما عرف قبيل الإسلام من (أحابيش قريش) فهؤلاء الأخيرون ليسوا أحباشاً أو زنوجاً وإنما هم حلف عربي قوامه أحياء من غرب كنانة وخزيمة اللتين كانتا تنزلان أغوار تهام. حيث ذكر في المعجم (أما كلمة الأُحْبُوشُ، والأُحْبُوشَة: وهي الجماعة من الناس اختلفت أجناسهم. والجمع: أحابيش.
ومنها أحابيش قُريش: وهم جَماعة من قريش وكنانة وخزاعة اجتَمعوا عند حُبْشيّ، وهو جَبل بأَسفل مكَّة، وتحالَفوا)، ،

## الاتصالات مع مصر في العصر البرونزي

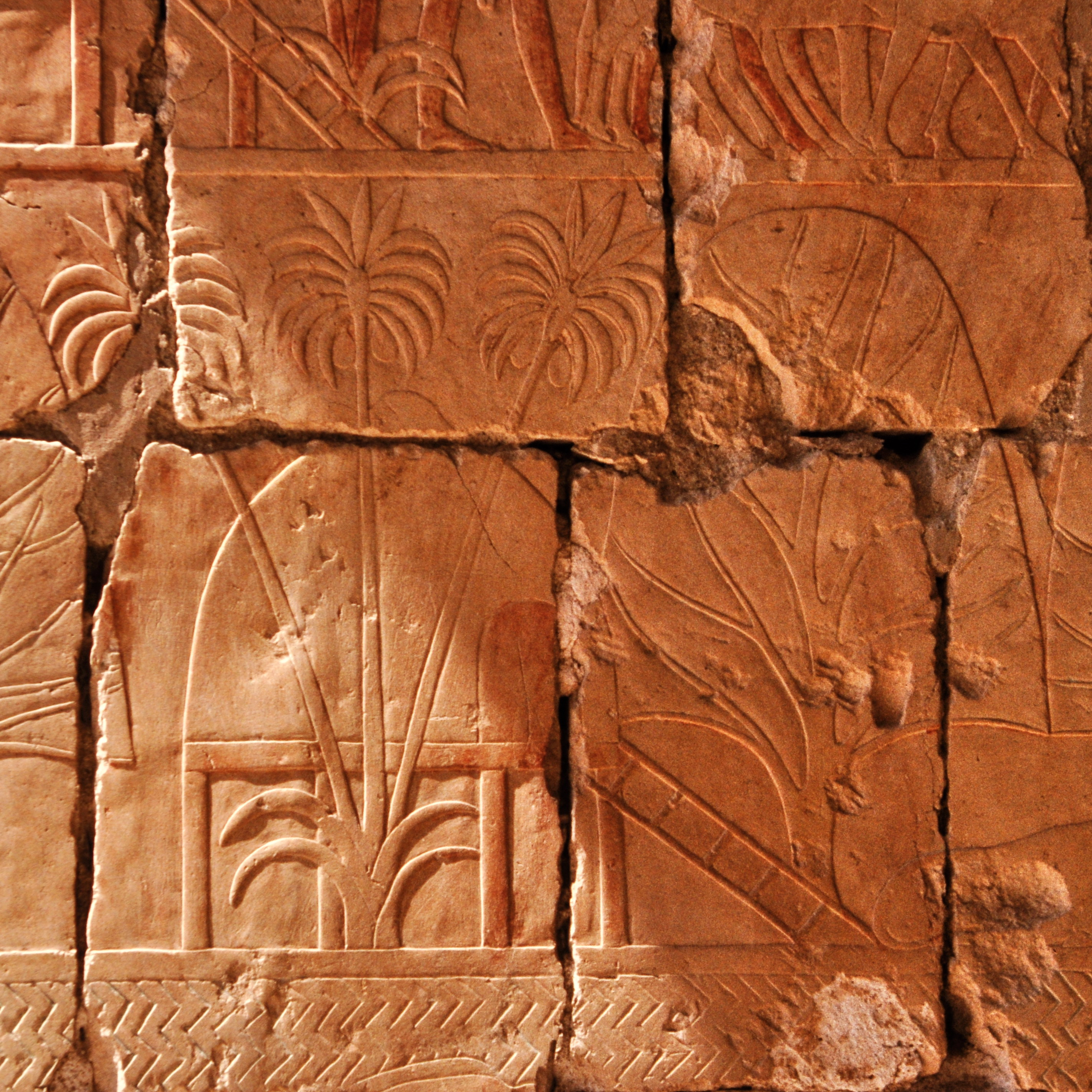
نقش جداري يصور الرحلة الاستكشافية المصرية إلى أرض بنط أثناء عهد حتشبسوت.

تظهر أقرب السجلات عن إثيوبيا في مصر القديمة، أثناء عهد الدولة القديمة.
يشير التجار المصريون من 3000 سنة قبل الميلاد إلى أراضي جنوب النوبة أو كوش على أنها بنط ويام.
كان قدماء المصريين يحتكرون تجارة المر (تم العثور عليه في بنط) في وقت مبكر من الأسرة الأولى أو الثانية، حيث فسر ريتشارد بانكهورست (Richard Pankhurst) ذلك للإشارة إلى أن التجارة بين الدول كانت موجودة من بدايات مصر القديمة. طرح جيمس هنري برستد (J. H. Breasted) فكرة أن العلاقة التجارية القديمة هذه يمكن إدراكها من خلال التجارة برًا بطول وادي النيل وروافده (بمعنى النيل الأزرق وعطبرة). وثّق المؤرخ والجغرافي الإغريقي أجاثارتشيديس (Agatharchides) رحلات الملاحة البحرية الأولية بين المصريين: «أثناء فترة الازدهار في عصر الدولة القديمة في الفترة بين القرن الثلاثين والقرن الخامس والعشرين قبل الميلاد، حيث كانت طرق التجارة الممتدة عبر النهر منتظمة وكانت السفن المصرية تبحر عبر البحر الأحمر وصولاً إلى بلاد المر.»
وكانت أول رحلة معروفة إلى بنط في القرن الخامس والعشرن قبل الميلاد تحت حكم الفرعون ساحورع. وكانت الحملة الأكثر شهرة إلى بنط في أثناء عهد الملكة حتشبسوت في عام 1495م قبل الميلاد تقريبًا، حيث سُجلت صور الحملة على نقوش مفصلة في معبد الدير البحري في طيبة. تصور النقوش قافلة تجارية تعمل على إعادة أشجار المر وأكياس المر وعاج الأفيال والبخور والذهب وقطع الخشب المجزأة المختلفة والحيوانات الغريبة. وليست هناك معلومات تفصيلية عن هاتين الأمتين، وهناك العديد من النظريات المتعلقة بموقعيهما والعلاقات العرقية بين شعوبهما. أطلق المصريون عليها في بعض الأحيان تا نتجيرو وتعني «أرض الإله» ويعدونها مكان نشأتهم الأصلي.
ويتضمن دليل الاتصال مع نقادة وجود سبج (حجر كريم) من إثيوبيا والإجين.

## كتابات أخرى
- African Zion, the Sacred Art of Ethiopia. New Haven: Yale University Press, 1993.
- Antonicelli, Franco (1961). Trent'anni di storia italiana 1915 - 1945. Torino: Mondadori.
- Bahru Zewde. A History of Modern Ethiopia, 1855-1974, Addis Ababa University Press, Addis Ababa 1991.
- Bernand, Étienne; Drewes, Abraham Johannes; Schneider,Roger; Anfray,Francis (1991). Recueil des inscriptions de l'Ethiopie des périodes pré-axoumite et axoumite. Académie des inscriptions et belles-lettres,  De Boccard. ASIN:B0000EAFWP. مؤرشف من الأصل في 2019-01-03.{{استشهاد بكتاب}}:  صيانة الاستشهاد: أسماء متعددة: قائمة المؤلفين (link)
- Del Boca, Angelo (1985). Italiani in Africa Orientale: La conquista dell'Impero. Roma: Laterza. ISBN:88-420-2715-4.
- Gibbons, Ann. The First Human : The Race to Discover our Earliest Ancestor. Anchor Books (2007). ISBN 978-1-4000-7696-3
- Henze, Paul B. (2000). A History of Ethiopia. Layers of Time. C. Hurst & Co. Publishers. مؤرشف من الأصل في 2020-01-24. {{استشهاد بكتاب}}: الوسيط غير المعروف |الرقم المعياري= تم تجاهله يقترح استخدام |ردمك= (مساعدة)
- Johanson, Donald & Wong, Kate. Lucy's Legacy : The Quest for Human Origins. Three Rivers Press (2009). ISBN 978-0-307-39640-2
- Markakis, John & Nega Ayele (1978). Class and Revolution in Ethiopia. Addis Abeba: Shama Books. {{استشهاد بكتاب}}: الوسيط غير المعروف |الرقم المعياري= تم تجاهله يقترح استخدام |ردمك= (مساعدة)
- Marcus, Harold A History of Ethiopia, Berkeley 1994.
- Mauri, Arnaldo (2003), The Early Development of Banking in Ethiopia, "International Review of Economics", Vol. V, n. 4, pp. 521–543.
- Mauri, Arnaldo (2009), The re-establishment of the national monetary and banking system in Ethiopia, 1941-1960, South African Journal of Economic History, Vol. 24, n. 2, pp. 82–130.
- Mauri, Arnaldo "Monetary Developments and Decolonization in Ethiopia", Acta Universitatis Danubius OEconomica, Vol. 6 n. 1, 2010, pp. 5–15..
- Munro-Hay,Stuart (1992). Aksum: An African Civilisation of Late Antiquity. Edinburgh University Press. مؤرشف من الأصل في 2019-01-03. {{استشهاد بكتاب}}: الوسيط غير المعروف |الرقم المعياري= تم تجاهله يقترح استخدام |ردمك= (مساعدة)
- Pankhurst, Richard (2001). The Ethiopians: A History (Peoples of Africa). Wiley-Blackwell; New Ed edition. {{استشهاد بكتاب}}: الوسيط غير المعروف |الرقم المعياري= تم تجاهله يقترح استخدام |ردمك= (مساعدة)
- Pankhurst, Richard (2005). Historic images of Ethiopia. Addis Abeba: Shama books. {{استشهاد بكتاب}}: الوسيط غير المعروف |الرقم المعياري= تم تجاهله يقترح استخدام |ردمك= (مساعدة)
- Phillipson, David W. (2003). Aksum: an archaeological introduction and guide. Nairobi: The British Institute in Eastern Africa. {{استشهاد بكتاب}}: الوسيط غير المعروف |الرقم المعياري= تم تجاهله يقترح استخدام |ردمك= (مساعدة)
- Sergew Hable Selassie. Ancient and Medieval Ethiopian History to 1270 Addis Ababa: United Printers, 1972.
- Taddesse Tamrat. Church and State in Ethiopia, 1270-1527 Hollywood, CA: Tsehai Publishers & Distributors, second printing with new preface and new foreword 2009.
- Vestal, Theodor M. "Consequences of the British occupation of Ethiopia during World War II", B.J. Ward (ed), Rediscovering the British Empire, Melbourne 2007.
- Young, John (1993). Peasant Revolution in Ethiopia: The Tigray People's Liberation Front, 1975-1991. Cambridge University Press. مؤرشف من الأصل في 2022-03-02. {{استشهاد بكتاب}}: الوسيط غير المعروف |الرقم المعياري= تم تجاهله يقترح استخدام |ردمك= (مساعدة)

### أفلام الفيديو
- Adwa: an African victory, Haïlé Gerima, US, 1999, Mypheduh Films, 97 min
- Fascist Legacy, Ken Kirby, Royaume-Uni, 1989, documentary 2x50min Fascist Legacy على يوتيوب

### الوثائق التاريخية
- d'Abaddie, Arnauld Michel (1815-1894?), Douze ans de séjour dans la Haute-Éthiopie, Tome Ier, Paris, 1868
- Alvares, Francisco in: Giovanni Battista Ramusio Historiale description de l'Ethiopie, contenant vraye relation des terres, & pais du grand Roy & Empereur Prete-Ian, l'assiette de ses royaumes & provinces, leurs coutumes, loix & religion, avec les pourtraits de leur temples & autres singularitez, cy devant non cogneues نسخة محفوظة 1 أغسطس 2013 at Archive.is, Anvers, Omnisys, 1558, BNF
- Blanc, Henri (1831–1911), Ma captivité en Abyssinie sous l'empereur Théodoros - avec des détails sur l'Empereur Theodros, sa vie, ses mœurs, son peuple, son pays, traduit de l'anglais par Madame Arbousse-Bastide.
- Bruce, James, Jean-Henri Castéra, Charles-Joseph Panckoucke, Pierre Plassan, Voyage en Nubie et en Abyssinie entrepris pour découvrir les sources du Nil, Paris, 1791
- Budge, E. A. Wallis, The Queen of Sheba and her only son Menelik, London 1932.
- Castanhoso, The Portuguese expedition to Abyssinia in 1541-1543 as narrated by Castanhoso; translated and introduced by Whitrich (Archive.org)
- Ferret, Pierre Victor Ad., Joseph Germain Galinier Voyage en Abyssinie dans les provinces du Tigré, du Samen et de l'Amhara, Paris, 1847
- Giffre de Rechac, Jean de Les estranges evenemens du voyage de Son Altesse, le serenissime prince Zaga-Christ d'Ethiopie نسخة محفوظة 1 أغسطس 2013 at Archive.is, Hachette, Paris, 1635, BNF
- The Periplus of the Erythraean Sea Travel and Trade in the Indian Ocean by a Merchant of the Forst Century
- Reybaud, Louis Voyage dans l’Abyssinie méridionale, Revue des Deux Mondes, tome 27, Paris, 1841
- (Amharic) Original letters from Ethiopian emperors, website of the national archives of Addis Abeba

### المقالات
- A Brief History of Trade and Business in Ethiopia from Ancient to Modern Times, Dr. Richard Pankhurst, 1999: مجموعة من مقالتين تم نشرهما في أديس تريبيون يلخصان حديثًا لدكتور بانك هيرست في المؤتمر الرابع والسبعين ومجموعة الروتاري الدولية في أديس أبابا من 7 إلى 9 مايو 1999
- Ethiopia Across the Red Sea and Indian Ocean, Dr. Richard Pankhurst, 1999: مجموعة من 3 مقالات تم نشرها في جريدة أديس تريبيون في أديس أبابا، إثيوبيا حول العلاقات بين إثيوبيا والدول المطلة على المحيط الهندي في العصور القديمة والوسطى
- A History of Early Twentieth Century Ethiopia, Dr. Richard Pankhurst, 1997: مجموعة من 20 مقالاً تم نشرها في جريدة أديس تريبيون تلخص تاريخ إثيوبيا منذ بداية القرن العشرين حتى الستينيات من القرن الماضي
- History of Northern Ethiopia – and the Establishment of the Italian Colony or Eritrea، دكتور ريتشارد بانك هيرست، 1999: مقال منشور في صحيفة أديس تريبيون يعرض كيف أن إريتريا تاريخيًا هي جزء من إثيوبيا
- Mauri, Arnaldo (2003), "The Early Development of Banking in Ethiopia", International Review of Economics, vol. L, n. 4
- Mauri, Arnaldo (2009), The re-establishment of the national monetary and banking system in Ethiopia, 1941-1963, The South African Journal of Economic History, Vol. 24, n. 2, pp. 82–130.

## وصلات خارجية
- Ethiopian warrior, Ancient Greek Alabastron, 480-470 BC
- Pankhurst، Dr. Richard. "History of Northern Ethiopia - and the Establishment of the Italian Colony or Eritrea". Civic Webs Virtual Library. مؤرشف من الأصل في 2016-02-05. اطلع عليه بتاريخ 2005-03-25.
- ETHIOPIA - A Country Study (at the مكتبة الكونغرس) Library of Congress
- Prince Alamayou of Ethiopia, by Lord Amulree
- Fighting Hunger and poverty in Ethiopia (Peter Middlebrook)
- "The history of the Federal Democratic Republic of Ethiopia" (Hartford Web Publishing website)